# Ipsach
Ipsach é uma comuna da Suíça, situada no distrito administrativo de Bienna, no cantão de Berna. Tem 1,9 km² de área e sua população em 2018 foi estimada em 3.979 habitantes.